# Mass Bay Crusaders
Die Mass Bay Crusaders waren ein kurzlebiges US-amerikanisches Frauenfußball-Franchise aus dem Bereich der Massachusetts Bay.

## Geschichte
Das Franchise startete in der Saison 1995 in den Spielbetrieb der zweitklassigen W-League, dort platzierte sich das Team in der Eastern Division mit 49 Punkten nach der ersten Regular Season auf dem vierten Platz. Nach der Saison wurde das Franchise auch schon wieder aufgelöst.